# Unidade Local de Saúde do Algarve

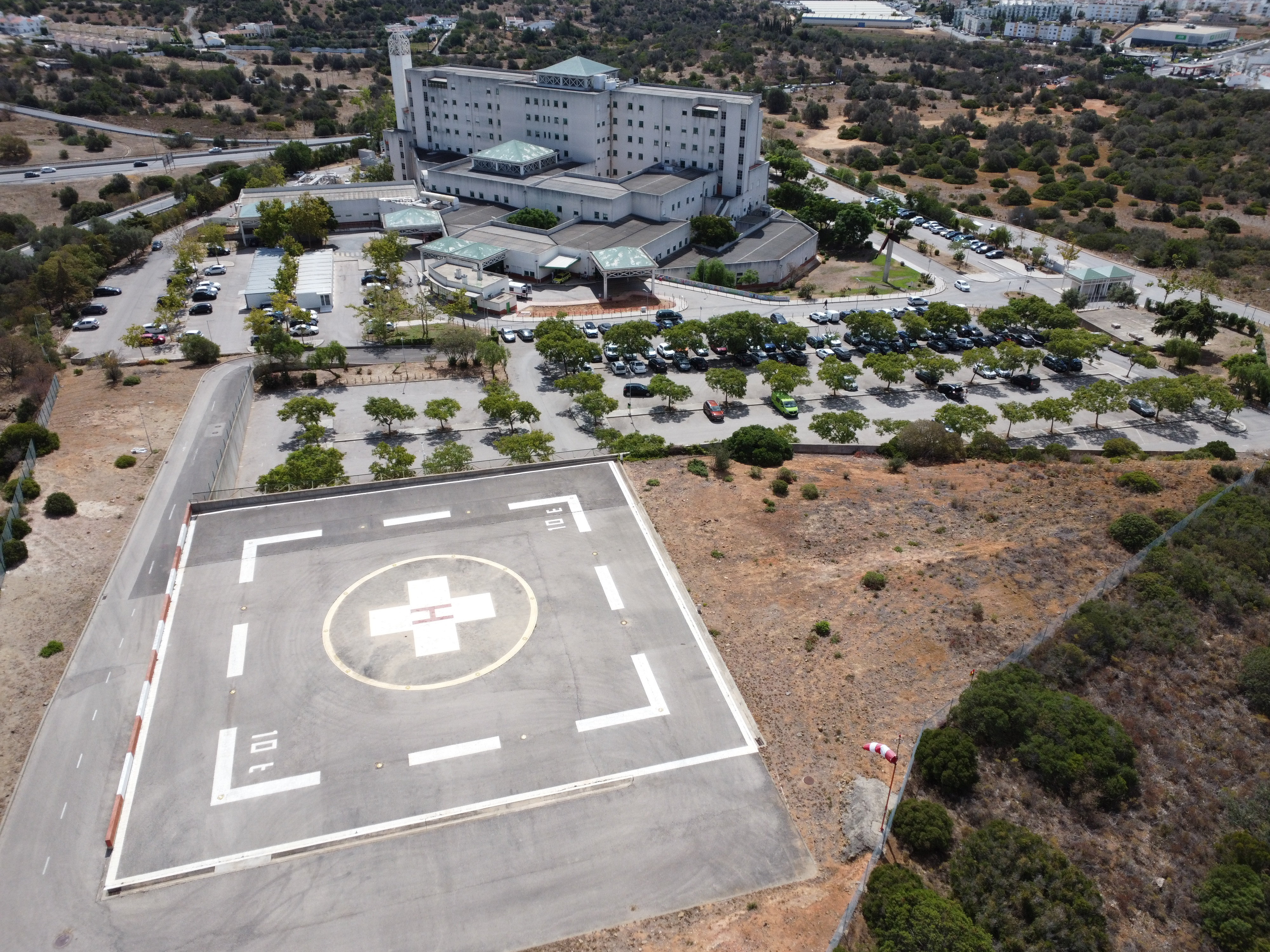
Hospital de Portimão, um dos três hospitais da Unidade Local de Saúde do Algarve

A Unidade Local de Saúde do Algarve (ULSA) é uma unidade local de saúde do Serviço Nacional de Saúde situada na região do Algarve, em Portugal. É constituída por três hospitais públicos: Hospital de Faro, Hospital de Portimão e Hospital Terras do Infante, em Lagos.